# Saint-Michel-de-Castelnau
Saint-Michel-de-Castelnau település Franciaországban, Gironde megyében. Lakosainak száma 249 fő (2022. január 1.). Saint-Michel-de-Castelnau Goualade, Lartigue, Giscos, Pindères és Saint-Martin-Curton községekkel határos.

## Népesség
A település népessége az elmúlt években az alábbi módon változott:
| Lakosok száma | 334  | 224  | 211  | 233  | 218  | 213  | 237  | 245  | 245  | 249  |
|               | 1968 | 1982 | 1990 | 2006 | 2013 | 2015 | 2017 | 2019 | 2020 | 2022 |